# Miconia depauperata
Miconia depauperata är en tvåhjärtbladig växtart som beskrevs av George Gardner. Miconia depauperata ingår i släktet Miconia och familjen Melastomataceae. Inga underarter finns listade i Catalogue of Life.